# Piper volubile
Piper volubile är en pepparväxtart som beskrevs av C. Dc.. Piper volubile ingår i släktet Piper och familjen pepparväxter. Inga underarter finns listade i Catalogue of Life.